# Dmitri Putschkov
Dmitri Iuryevitch Putschkov (Kirovohrad, 2 de agosto de 1961) é um escritor, ensaísta e tradutor russo, popularmente conhecido pelo pseudônimo de "primeiro-plenipotenciário Goblin".
É desenvolvedor de jogos de computador e blogueiro. De 2012 a 2015 foi membro do Conselho Público do Ministério da Cultura da Federação Russa. Vencedor do prémio Medyapersona goda (2017) do jornal Komsomolskaya Pravda em São Petersburgo.

## Biografia
Nasceu em família de um militar. Durante um tempo, seu pai foi conselheiro militar na Coreia do Norte, onde participou da construção de um aeródromo. Os antepassados de seu pai tinham raízes alemãs, e sua mãe é ucraniana. Tem dois irmãos.
Estudou na Ucrânia, mas cresceu em Leningrado, em Kupchino, na "casa-navio" na Rua Basseynaya (mais tarde, essa parte da rua foi renomeada rua de Turku), para onde a família se mudou no ano de 1969. Terminou o segundo ano do ginásio na cidade de Berlim, no local de serviço do pai, na escola nº 89 na localidade Byunsdorf, tendo as 6ª melhores notas em sua escola. A família vivia modestamente, o próprio pai fazia móveis, e antes do ingresso do irmão mais velho (hoje coronel) na Escola Militar; Puchkov dormia numa maca retrátil, pois não tinha seu próprio quarto. Na infância ele foi um jovem rigorosamente naturalista e, portanto, em sua casa sempre havia aquários e terrários nos quais viviam peixes, [Tritão|tritões]], girinos, sapos, rãs e até mesmo uma serpente.
Depois de obter o atestado de maturidade se formou numa escola de condução DOSAAF e três meses antes de sua convocação militar trabalhou como motorista de um caminhão GAZ-51 numa leiteria, panificadora e no jardim de infância. Formou uma família em 1978, casou-se em 5 de abril de 1980, um mês antes nasceu seu filho. No programa de tv VIP-anatomia afirmou que seu filho é gerente em uma empresa de construção civil, sua mulher é mais velha que ele em "três classes" (escolares). De acordo com Putschkov, sua esposa tem raízes coreanas e judaicas. Urgente o serviço passou na aviação de carga, motorista de um caminhão abastecedor ZIL-131. Durante o serviço militar tinha a graduação de sargento. Foi para a reserva em 1982.
Após sair do exército trabalhou durante algum tempo como mecânico de automóveis, depois como motorista do caminhão IFA, em seguida com transportadores pesados. Neste momento, juntamente com a esposa morava em um apartamento comunitário na rua Starorusskaya. Devido à doença do filho, foi forçado a mudar-se para o Uzbequistão. Teve que mudar de emprego várias vezes. Até o início da década de noventa foi taxista, retificador, torneiro, ferreiro, encanador, serralheiro, eletricista, cinólogo, bibliotecário na Biblioteca da Academia de Ciências, assistente de perfurador e de engenheiro-hidrogeólogo.
Em 1992 entrou para o departamento da milícia (como era chamada a polícia soviética e russa até a presente década) de São Petersburgo, para o cargo de miliciano. A escolha da profissão, segundo D. Puchkov, foi influenciada pelo romance A. I. Solzhenitsyn "Arquipélago GULAG". Em seguida, tornou-se cinólogo, logo se formou no curso da Escola Média da Milícia do Ministério dos Assuntos Internos de São Petersburgo (hoje não existe), na especialidade "atividade de agente legal". Começou a estudar inglês começou no curso do Palácio da Cultura da milícia F. E. Dzerjinskiy (hoje Centro de Cultura do GU MVD da Rússia em São Petersburgo e Região de Leningrado). Nas palavras do próprio Goblin, "o trabalho não era oneroso; mesmo que a sala fosse equipada com uma câmera interna na prisão do GUVD na Avenida Liteyniy, não me fazia passar vergonha". Ficou de serviço na prisão, depois dirigiu os trabalhos desta e, em seguida, foi trabalhar persecução penal na Rússia. Na época do serviço na milícia Dmitriy recebeu a alcunha "Goblin". Puchkov afirmou que o jornalista amigo dos milicianos A. G. Nevzorov oы chamava de  "carniçais". Num artigo de jornal que tratava de milicianos fora da lei, que Dmitriy leu com seus colegas de serviço, surgiu a expressão "Goblins com capote da polícia". Desde então, ele e seus colegas ironicamente chamavam uns aos outros de "goblins", e Dimitri, sendo o plenipotenciário, era chamado de "primeiro-goblin". Posteriormente, este apelido tornou-se o nome artístico de Dmitri Putschkov.
Saiu da milícia, em 1998, com o posto de primeiro-tenente. Segundo sua saída, afirmou o próprio Dmitriy: "deixou de órgãos policiais no momento em que a esposa assumia o comércio: conisderava antiético a solução de problemas comerciais estando num cargo policial. Até a minha saída, a minha esposa trabalhava pela loja inteira". "Mas, quando saí, durante um ano não consegui encontrar um lugar e depois de um ano pedi retornar à milícia. Não me aceitaram. Eu já estava queimado devido às estruturas comerciais e me transformei num trânsfuga e traidor. Então estava pouco me lixando e deixei de me preocupar com isso". Desde o ano 2000 mora na Avenida Ligovskiy. Considera que São Petersburgo é a melhor cidade para morar, da qual pode-se ir embora "somente por motivos de trabalho e ainda assim não para sempre", porque, segundo ele, a impossibilidade de visitar a qualquer instante um lugar como o Hermitage e o Teatro Mariinsky o aflige psicologicamente.
Em 2009 foi o vencedor do prêmio "TOP. Samye znamenitnye lyudi Peterburga" (Os 50 mais famosos de São Petersburgo) da revista "Sobaka.ru" na categoria de "Mídia".
A partir de 2012 a 2015 tornou-se membro do Conselho Pública do Ministério da Cultura da Federação Russa, no qual atuou como perito na avaliação de cenários de filmes que solicitam o financiamento do Estado.
É apresentador do programa de entrevistas Razvedopros, que traz diversas personalidades para o seu programa, tais como a porta-voz do Ministério dos Assuntos Externos da Rússia Mariya Zaharova, o político e escritor petersburguense Nikolay Starikov, o historiador Klim Júkov, com quem tem diversos programas, dentre outros. Numa de suas transmissões tratou do Brasil com o blogueiro brasileiro Cristiano Alves, com o qual também preparou uma feijoada em seu programa Kaba4ok.